# Furna da Água
A Furna da Água é uma gruta portuguesa localizada na freguesia da Bandeiras, concelho da Madalena do Pico, ilha do Pico, arquipélago dos Açores.
Esta cavidade apresenta uma geomorfologia de origem vulcânica em forma de tubo de lava de planalto. Apresenta um comprimento de 1310 m. por uma largura máxima de 10 metros e uma altura também máxima de 2 m.